# Michael Schluter

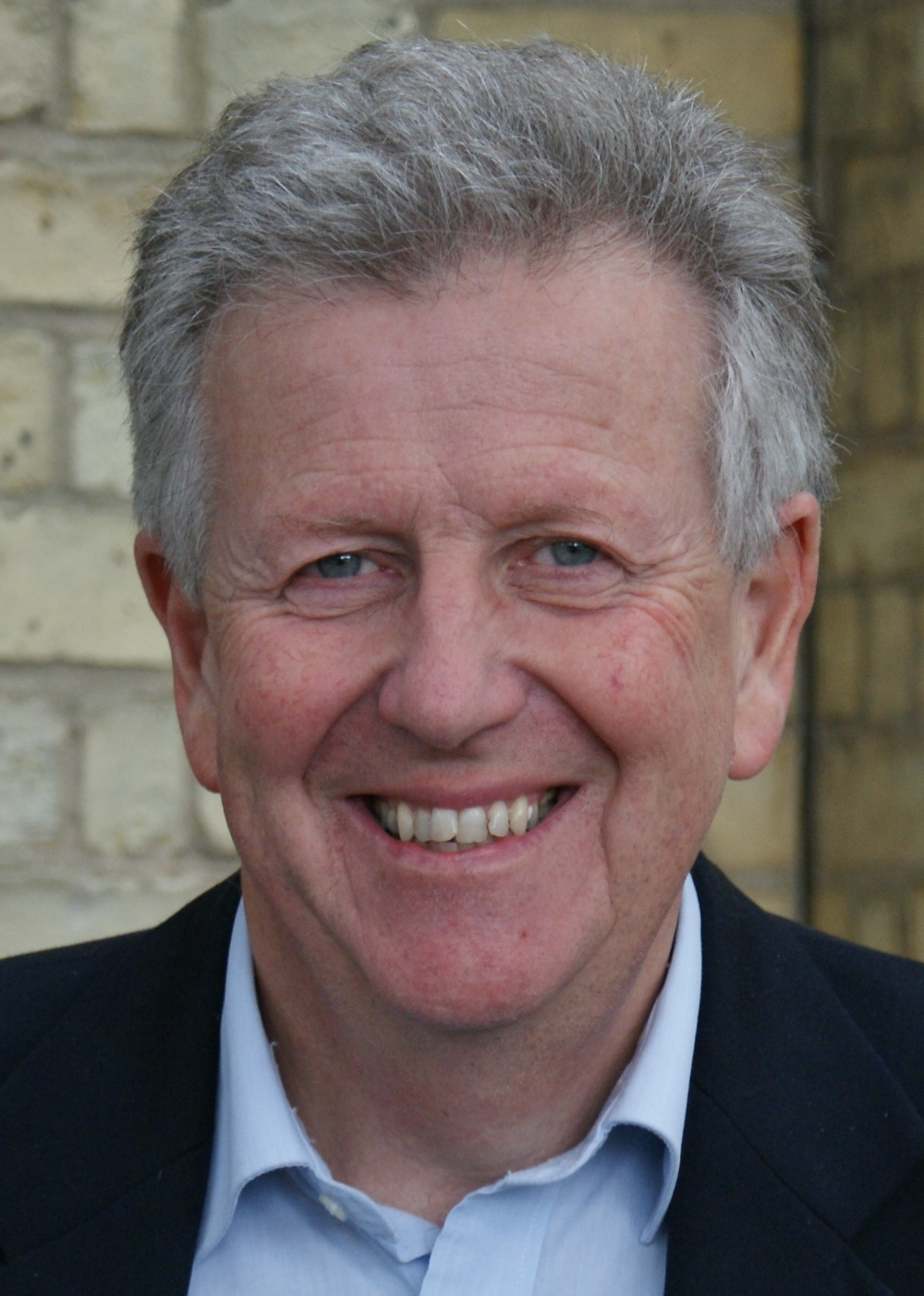
Michael Schluter

Michael Schluter (* 1947 in Großbritannien) ist ein britischer Wirtschaftswissenschaftler, Weltbankökonom, Autor, Sprecher und Sozialreformer. Er hat mehrere Organisationen gegründet und führte die Keep Sunday Special Campaign. Von der Königin von England wurde er in der Neujahrs-Ehrenliste 2009 zum Commander of the Order of the British Empire (CBE) ernannt.

## Leben und Wirken
Schluter studierte Ökonomie und Geschichte der Ökonomie an der Durham University im englischen Durham. 1973 erhielt er den Doktortitel der Agrarwirtschaft an der Cornell University in Ithaca in New York. Zuvor war er für Feldstudien 18 Monate in Indien unter Aufsicht des Institute of Management in Ahmedabad.
1974 bis 1982 lebte er in Kenia, wo er zuerst Manager einer Firma für Landwirtschaftsprodukte, danach Forscher des Policy Research Institute und beratender Ökonom für die Weltbank in Tansania war.
1982 kehrte er nach England zurück und gründete 1983 das Jubilee Centre (deutsch: Jubiläumszentrum), einen christlichen Sozialreform-Think Tank. Im Jahr 1985 brachte das Jubilee Centre eine Koalition von Einzelhändlern, Gewerkschaften und kirchlichen Organisationen zusammen, um Premierminister Margaret Thatchers Gesetzentwurf für den Sonntagshandel zu bekämpfen. Diese Keep Sunday Special Campaign (deutsch: „Haltet den Sonntag besonders“-Kampagne) hat eine Regierung gestürzt. Erst im Jahr 1994 konnte die Regierung ein Gesetz verabschieden, das es erlaubte, dass große Geschäfte am Sonntag sechs Stunden geöffnet haben, während kleine Geschäfte unbeschränkte Öffnungszeiten haben konnten. Schluter hat sich weiterhin gegen den Sonntagshandel ausgesprochen, damit alle einen gemeinsamen freien Tag haben, und Eltern genug freie Zeit mit ihren Kindern verbringen können.

### Friedensarbeit
Er initiierte auch einen Friedensprozess unter dem Namen Newick Park Initiative (NPI) in Südafrika. Zwischen 1987 und 1991 wurden bewusst niederschwellige Konferenzen veranstaltet, um Schlüsselthemen zu erörtern und Regeln zu erarbeiten mit Führern des Afrikanischen Nationalkongresses (ANC) und Personen weißer Einrichtungen. Die Arbeit in Südafrika führte zu einer Friedensinitiative in Ruanda nach dem Völkermord und einem Friedensprozess zwischen Sudan und Südsudan.

### Beziehungsorientiertes Denken und Handeln in Wirtschaft und Gesellschaft
Schluter hat zwei Organisationen gegründet, die Relationship Foundation und Relational Research, die Forschung betreiben. Er hat auch mehrere Bücher zum beziehungsorientierten Denken und Handeln in Wirtschaft und Gesellschaft geschrieben. Er weist darauf hin, dass die moderne Gesellschaft den Beziehungen sehr wenig Raum gibt und zu wenig Rechnung trägt. Das vorherrschende Verständnis des Kapitalismus im Westen besagt, dass das Wachstum des Kapitals wichtiger sei als die Beziehungen. Eine Gesellschaft sollte sich aber vorrangig auf die Bedeutung von Beziehungen konzentrieren, sei es in der Bildung oder in den Unternehmen.
Die westlichen Gesellschaften erleben einen wirtschaftlichem Niedergang und zunehmende politische Instabilität, die Schluter auf moralische Mängel des Kapitalismus und deren sozialen Konsequenzen zurückführt. Deshalb brauche es dringend eine radikale soziale und ökonomische Vision. Schluter schlägt fünf Strategien vor: Einbettung von Beziehungswerten, Stärkung der Haushaltsbilanzen, Stärkung der erweiterten Familien, Engagement der Kapitalgeber und Vertrauen in die lokalen Gemeinschaften setzen.
Eine beziehungsorientierte Wirtschaft könnte in Großbritannien durch neue Institutionen wie Familienverbände, regionale Investitionsgesellschaften, trilaterale Partnerschaften und Agenturen gekennzeichnet werden, die dysfunktionalen Familien und hoher Arbeitslosigkeit entgegenwirken.

### Redner beim Kongress christlicher Führungskräfte Nürnberg 2017
Schluter war einer der Redner beim Kongress christlicher Führungskräfte in Nürnberg 2017. Er sprach über die heutige Relevanz von gerechten Beziehungen, denn jedes Geldproblem sei zutiefst ein Beziehungsproblem. Er plädierte dafür, dass Deutschland aufgrund seiner wirtschaftlichen und politischen Stärke das gescheiterte Projekt Euro beenden solle, solange dies noch ohne Katastrophe möglich sei. Denn diese Währungsunion habe zu wirtschaftlicher Ungleichheit, zu riesigen Schulden und zu hoher Jugendarbeitslosigkeit geführt. Sie zerstöre vor allem die strukturschwächeren, nicht mehr wettbewerbsfähigen Volkswirtschaften der südlichen Mitgliedsländer, was zu schlechten Beziehungen und zu Hass innerhalb der Staaten und Menschen der Eurozone führe. Die Höhe der Schulden und die Unnachgiebigkeit Deutschlands bezüglich eines Schuldenerlasses erinnerten ihn an das biblische Gleichnis vom unbarmherzigen Gläubiger (Mt 18,23–35 ).
Zudem bezeichnete er auch die Aktienbörse als eine fragwürdige Institution, weil sie Aktionäre belohne, ohne dass diese Verantwortung übernehmen und Rechenschaft ablegen müssten. Verantwortungsvolles und nachhaltiges Investieren funktioniere nur mit Engagement der Geldgeber und Beteiligung aller Stakeholder am Gewinn. Zusammen mit andern Ökonomen habe er 2016 eine neue, beziehungsorientiertere Sicht auf Unternehmen entwickelt und skizziert, die sogenannte Beziehungslinse. Dabei werden sowohl die Bereiche Finanzen, Mitarbeitende, Wissen, Fertigung, Soziales, Beziehungen und Umwelt berücksichtigt, gemessen und beurteilt.

## Privates
Schluter ist verheiratet, hat drei erwachsene Kinder und wohnt in Cambridge.

## Schriften

### Als Alleinautor
- The role of co-operative credit in small farmer adoption of the new cereal varieties in India. Dept. of Agricultural Economics, Cornell University, 1973
- The interaction of credit and uncertainty in determining resource allocation and incomes on small farms. Surat District, India: a joint research project with Centre for Management in Agriculture, Indian Institute of Management, Ahmedabad, India, Employment & Income Distribution Project, Dept. of Agricultural Economics, Cornell University, 1974
- Constraints on Kenyas food and beverage exports. Institute for Development Studies, University of Nairobi 1984
- Family Roots or Mobility. Jubilee Centre, 1986, ISBN 0-948476-04-4.
- Reactivating the Extended Family: From Biblical Norms to Public Policy in Britain. Jubilee Centre, 1986, ISBN 0-948476-02-8.
- The “R” Factor. Hodder & Stoughton, 1993, ISBN 0-340-58892-6.
- Christianity in a chancing world. Marshall Pickering, 2000, ISBN 0-551-03241-3.
- The Jubilee Manifesto. Inter-Varsity Press, Oxford 2005, ISBN 1-84474-074-9.
- Transforming Capitalism from Within. 2011

### Als Mitautor
- mit Christopher Townsend: Why Keep Sunday Special? Jubilee Centre Publications, Cambridge 1985, ISBN 0-948476-00-1.
- mit David Lee Kuo Cheun: Credit and Debt: Sorting it Out. Marshall Pickering, 1989, ISBN 0-551-01780-5.
- mit David John Lee: The Relational Manager – Transform Your Workplace and Your Life. Lion Hudson, 2009, ISBN 978-0-7459-5368-7.
- mit Paul Mills: After Capitalism - Rethinking Economic Relationships. Jubilee Centre 2012, ISBN 978-0-948476-21-1.
- mit John Ashcroft, Roy Childs und Alison Myers: The Relational Lens: Understanding, Managing and Measuring Stakeholder Relationships. Cambridge University Press, Cambridge 2016, ISBN 978-1-107-15576-3.